# Reichsratswahl 1907

Reichsteile und Kronländer der Österreichisch-Ungarischen Monarchie:
Cisleithanien
Transleithanien
Bosnien und Herzegowina (Seit 1878 verwaltet, 1908 annektiert)

Die Reichsratswahl 1907 war die erste Reichsratswahl in Cisleithanien, die nach dem allgemeinen, gleichen, geheimen und direkten Männerwahlrecht durchgeführt wurde. Dies wurde durch die im Herbst 1906 vom Reichsrat beschlossene und von Kaiser Franz Joseph I. Anfang 1907 sanktionierte Wahlrechtsreform ermöglicht. Wahlberechtigt waren (wie seit 1896) männliche Staatsbürger ab 24 Jahren, die seit mindestens einem Jahr in ihrer Gemeinde sesshaft waren, jedoch nunmehr ohne Kurien und mit gleichem Stimmgewicht.

## Wahlsystem
Die im Reichsrate vertretenen Königreiche und Länder waren in Wahlkreise eingeteilt, die es zu gewinnen galt. Erlangte kein Kandidat beim ersten Durchgang am 14. Mai 1907 eine absolute Mehrheit, musste am 23. des Monats zwischen den beiden Erstplatzierten eine Stichwahl durchgeführt werden.
Die Einteilung der cisleithanischen Wahlkreise erfolgte nach Volkszugehörigkeit und nach Land- und Stadtbezirken. So gab es beispielsweise in Böhmen deutsche und tschechische Wahlkreise. Die Wahlkreise waren oft nach Städten benannt, umfassten aber meist auch die weitere Umgebung. So gehörten dem Tiroler Wahlkreis Bozen beispielsweise auch Meran, Brixen, Bruneck und Lienz jeweils mit deren Umgebung an, also etwa das Gebiet, das wir heute als Südtirol und Osttirol bezeichnen.
| Nationalität | Deutsche | Tschechen | Polen | Ukrainer | Slowenen | Italiener | Kroaten und Serben | Rumänen | Juden | Gesamt |
| Mandate      | 232      | 108       | 83    | 31       | 24       | 19        | 13                 | 5       | 1     | 516    |

## Wahlausgang
Die christlichsozialen und sozialdemokratischen Massenparteien konnten einen bedeutenden Erfolg erzielen, während die deutschfreiheitlichen Honoratiorenparteien empfindliche Verluste hinnehmen mussten. So wurden beinahe alle Landwahlkreise, die sich im heutigen Österreich befinden, von den Christlichsozialen gewonnen, während die deutschen Mandate Böhmens und Mährens hauptsächlich von der Deutschen Volkspartei, den Deutschen Agrariern, Sozialdemokraten, Alldeutschen oder Deutschradikalen gewonnen wurden. Auch in Kärnten gewann die Deutsche Volkspartei vor den Sozialdemokraten. Ein ähnliches Bild ergab sich in Städten wie Graz, Salzburg, Innsbruck, Brünn oder Linz. In der Reichshauptstadt Wien hingegen wurden die Christlichsozialen vor Sozialdemokraten und den freisinnigen Deutschfortschrittlichen stärkste Kraft.
Bei 516 Abgeordneten bildeten die Christlichsozialen und Konservativen mit 96 Abgeordneten und die Sozialdemokraten mit 87 Abgeordneten die stärksten Fraktionen; insgesamt gab es fast 20 Fraktionen. Bei der letzten Reichsratswahl überhaupt, 1911, kehrte sich das Verhältnis der größten Fraktionen um: Nun hatten die Sozialdemokraten 82 Abgeordnete, die Christlichsozialen 74.